# 三正拳
南拳，多以「三正（箭）」為入門訓練，因「三正為萬法之始，入門之基」。所謂「三正」，意即頭正、身正、步正也。
廣東拳術，有稱「小練」者，要求三正，多以散式練習，後來收集成套路，有不同名稱。 
原為明朝戚氏在福建操練兵員之初級技法，每一式動作都停頓一下及回應一聲呼叫。後由台灣降將白戒傳入福建永春。以後衍生出唐手，沖繩及琉球拳術，空手道，三輾等等。
白鶴拳有三顫技法。即練習膀臂顫抖所產生的勁道。後福州鳴鶴拳發展成套路三戰拳母。
三戰(三乘)，為鶴拳之靈魂，諺云：「拳要好三戰討」。三戰，是拳母也是攻體，是鍛鍊鶴拳之根本。 〈論三戰法分第八〉「頭為帥，身為主，腳為將，手為兵，六科為脈之要，左邊心肝腎，右邊肺脾命，謂上中下三位，宗論部位，頭至胸識疾，身至腳識有疾也。